# بیت زیرعه
بیت زیرعه  یک منطقهٔ مسکونی در اردن است که در استان امان واقع شده‌است.